# Stadio Silvio Piola (Novara)
Das Stadio Silvio Piola ist ein Fußballstadion in der norditalienischen Stadt Novara in der gleichnamigen Provinz, Region Piemont. Die Anlage wird hauptsächlich vom örtlichen Fußballverein Novara Calcio genutzt.

## Geschichte
Im Jahr 1964 begannen die Planungen für ein neues Stadion in Novara; die Bauarbeiten starteten 1971. Die Heimspielstätte von Novara Calcio wurde am 18. Januar 1976 eingeweiht und hatte zu Beginn ein Fassungsvermögen von ca. 25.000 Plätzen. Es ersetzte nach über 44 Jahren die alte Spielstätte Stadio Comunale di Via Alcarotti. Zur Eröffnung trafen Novara Calcio und Juventus Turin (2:1) aufeinander. Bis weit in die 1990er Jahre trug das städtische Stadion den Namen Viale Kennedy nach der Straße an der es liegt.
Am 23. Oktober 1997 entschied die Stadt Novara, dass die Anlage den Namen des italienischen Fußball-Weltmeisters von 1938, Silvio Piola (1913–1996), tragen soll. Piola spielte zum Ende seiner Karriere von 1947 bis 1954 bei Novara Calcio. Novara Calcio schaffte in der Saison 2009/10 den Aufstieg in die Serie B. Dafür wurde das Stadion den Sicherheits-Vorschriften der Serie B angepasst. So wurden z. B. die Zuschauerränge renoviert, an den Eingängen Drehkreuze installiert und ein neues Spielfeld aus Kunstrasen verlegt. Derzeit bietet es den Besuchern 17.875 Sitzplätze. Hinter der Haupttribüne liegen mehrere kleine Trainingsplätze. Auf der anderen Seite (Ost) liegen Parkplätze. Im Norden befinden sich u. a. ein Baseballfeld, Tennisplätze und eine Leichtathletikanlage.